# Мальмальта (река)
Мальмальта — река в России, протекает по Верхнебуреинскому району Хабаровского края. Длина реки — 54 км. Водосборная площадь: 647 км².
Основной приток — река Турмалиновый.

## Данные водного реестра
По данным государственного водного реестра России относится к Амурскому бассейновому округу, водохозяйственный участок реки — Бурея от истока до Бурейского гидроузла, речной подбассейн реки — Бурея. Речной бассейн реки — Амур.
Код объекта в государственном водном реестре — 20030500112118100042245.

## Топоним
Прежнее название Монмальту.

## История
Упоминается в издании 1894 года: Кириллов, Александр Васильевич. Географическо-статистический словарь Амурской и Приморской областей, со включением некоторых пунктов сопредельных с ними стран / Сост. преп. Благовещ. муж. гимназии Александр Кириллов. — Благовещенск: тип. т-ва Д. О. Мокин и К°, 1894. -[4], IV, 543 с.; 25. Библиогр.: с. III—IV., Преподаватель Благовещенской мужской гимназии Александр Кириллов пишет: «Монмальту — речка Амурской области, имеет исток в Туранском хребте, течет сначала с северо-запада на юго-восток, а потом поворачивает под прямым углом, к востоку и впадает справа в Бурею, верстах в 50 ниже устья Тырмы. Длина течения до 65-70 верст. Берега её гористы и покрыты лесом, в котором водится много зверей, привлекающих сюда тунгусов для охоты. Самый значительный приток Монмальту — Монмальтукан».